# ショタFS
ショタFS（バスク語: Xota Fútbol Sala）は、スペイン・ナバーラ州パンプローナに拠点を置くフットサルクラブ。プリメーラ・ディビシオン所属。2010年から2013年のスポンサー名称はトリマン・ナバーラ(Triman Navarra)。2013年以降のスポンサー名称はマグナ・ナバーラ(Magna Navarra)。

## 歴史
1978年に設立された。1997-98シーズンは2部のディビシオン・デ・プラータで優勝し、初めてディビシオン・デ・オノールに昇格。2001-02シーズンは5位となり、初めてプレーオフに出場した。2004-05シーズンは2度目のプレーオフ出場を果たし、プレーオフ1回戦（準々決勝）の壁を突破した。2009-10シーズンにはレギュラーシーズンこそ7位だったが、プレーオフではインテル・モビスターとカハ・セゴビアFSを破って決勝に進出。エルポソ・ムルシアFSに敗れたが過去最高位の準優勝の成績を残した。2008-09シーズンからは2014-15シーズンまで7年連続でプレーオフに出場している。
3,000人収容のパベリョン・アナイタスナをホームアリーナとしている。同じナバーラ州内にはトゥデラのリベラ・ナバーラFSもあり、2011-12シーズンからは揃ってプリメーラ・ディビシオンに在籍している。

## スポンサー
- 1993-1994 カンテラス・アライス (Canteras Alaiz)
- 1994-1997 ディアリオ・デ・ノティシアス (Diario de Noticias)
- 1996-1998 インドゥストリアス・カルサル (Industrias Carsal)
- 1997-2000 MRA (Miguel Rico & Asociados)
- 1999-2002 インヘテアム (Ingeteam)
- 2002-2006 グブタラ (Gvtarra)
- 2010-2013 トリマン (Triman)
- 2013- マグネシタス・ナバーラス (Magnesitas Navarras)

## タイトル
- ディビシオン・デ・プラータ（2部）

1997-98

## 成績
| シーズン | ランク | ディビジョン | 順位          | その他 |
| -------- | ------ | ------------ | ------------- | ------ |
| 1989-90  | 2部    | ナシオナルA  | 7位           |        |
| 1990-91  | 3部    | ナシオナルB  | —             |        |
| 1991-92  | 2部    | ナシオナルA  | 4位           |        |
| 1992-93  | 2部    | ナシオナルA  | 6位           |        |
| 1993-94  | 2部    | プラータ     | 4位           |        |
| 1994-95  | 2部    | プラータ     | 2位           |        |
| 1995-96  | 2部    | プラータ     | 2位           |        |
| 1996-97  | 2部    | プラータ     | 3位           |        |
| 1997-98  | 2部    | プラータ     | 1位           |        |
| 1998–99  | 1部    | オノール     | 15位          |        |
| 1999–00  | 1部    | オノール     | 10位          |        |
| 2000–01  | 1部    | オノール     | 16位          |        |
| 2001–02  | 1部    | オノール     | 5位 / ベスト8 |        |
| 2002-03  | 1部    | オノール     | 10位          |        |
| 2003-04  | 1部    | オノール     | 12位          |        |

| シーズン | ランク | ディビジョン | 順位          | その他        |
| -------- | ------ | ------------ | ------------- | ------------- |
| 2004-05  | 1部    | オノール     | 6位 / ベスト4 | 国王杯ベスト4 |
| 2005-06  | 1部    | オノール     | 8位 / ベスト8 |               |
| 2006-07  | 1部    | オノール     | 5位 / ベスト8 | 国王杯ベスト4 |
| 2007-08  | 1部    | オノール     | 11位          |               |
| 2008-09  | 1部    | オノール     | 8位 / ベスト8 |               |
| 2009-10  | 1部    | オノール     | 7位 / 準優勝  |               |
| 2010-11  | 1部    | オノール     | 8位 / ベスト8 |               |
| 2011-12  | 1部    | プリメーラ   | 6位 / ベスト8 |               |
| 2012-13  | 1部    | プリメーラ   | 6位 / ベスト8 |               |
| 2013-14  | 1部    | プリメーラ   | 5位 / ベスト8 |               |
| 2014-15  | 1部    | プリメーラ   | 6位 / ベスト8 |               |
| 2015/16  | 1部    | プリメーラ   | 6位 / ベスト4 |               |
| 2016/17  | 1部    | プリメーラ   | 5位 / ベスト4 | 国王杯準優勝  |
| 2017/18  | 1部    | プリメーラ   |               |               |

## 歴代所属選手
- ハビ・エセベリ（英語版） 1996-
- ペドロ・コスタ 2005-2006
- ラファ・ウシン（英語版） 2006-2007, 2008-
- シンビーニャ 2011-2013
- 吉川智貴 2015-2017